# Johann Karl Friedrich Jost

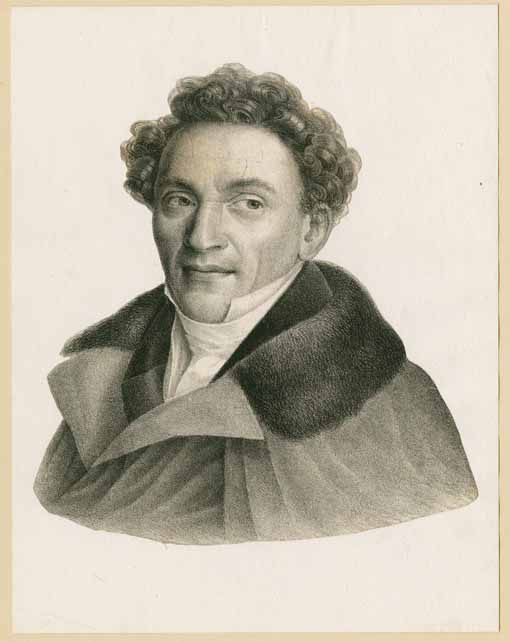
Johann Karl Friedrich Jost in der Porträtsammlung des Münchner Stadtmuseums

Johann Karl Friedrich Jost (* 1789 in einem Dorf bei Brieg; † 25. August 1870 in München) war ein deutscher Theaterschauspieler und Sänger.

## Leben
Nach dem Besuch des Gymnasiums in Brieg lernte Jost in Breslau als Kaufmann, studierte zehn Monate an der Universität Breslau Medizin und machte am dortigen Stadttheater seine ersten Bühnenversuche als Statist. Grüneberg, Gleiwitz und eine ganze Reihe kleiner Ortschaften Oberschlesiens waren die nächsten Etappen seiner theatralischen Laufbahn, die ihn erst nach Verlauf mehrerer Jahre in größere Städte, so nach Stettin, Danzig, Königsberg, Riga, Bremen und Köln führte. Bei wiederholter Anwesenheit in Königsberg stand Jost eine Zeitlang der dortigen Theaterleitung nahe. 1826 wurde er an das Stadttheater zu Hamburg engagiert und entwickelte hier seine bedeutenden Anlagen als Charakterdarsteller zu bemerkenswerter Höhe, die ihn auch andern Theatern, namentlich der Münchener Hofbühne besitzenswert machte. Jost brach daher seinen Vertrag und ließ sich am 1. April 1837 an dem letztgenannten Institut anwerben, dem er bis zu seinem Tode angehörte. Zum letzten Mal trat er am 11. Mai 1870 als Kammerdiener in „Kabale und Liebe“ auf. 
Der Schauspieler war zweimal vermählt, das eine Mal mit einem Fräulein v. Bergen, das zweite Mal mit der Sängerin Theophila Neumann.